# Kauko Nyström
Kauko Kalervo Nyström (ur. 3 marca 1933 w Somero, zm. 1 lutego 2009) – fiński lekkoatleta, skoczek o tyczce, medalista mistrzostw Europy z 1962.
Zdobył brązowy medal w skoku o tyczce na mistrzostwach Europy w 1962 w Belgradzie, za swym rodakiem Penttim Nikulą i Rudolfem Tomáškiem z Czechosłowacji, a przed trzecim z Finów Risto Ankio.
Był mistrzem Finlandii w skoku o tyczce w 1963.
Jego rekord życiowy wynosił 4,83 m i został ustanowiony 23 lipca 1963 w Mänttä.